# NGC 3133
NGC 3133 ist eine Spiralgalaxie vom Hubble-Typ Sb im Sternbild Hydra südlich der Ekliptik. Sie ist schätzungsweise 399 Millionen Lichtjahre von der Milchstraße entfernt und hat einen Durchmesser von etwa 45.000 Lj.

Im selben Himmelsareal befinden sich u. a. die Galaxien NGC 3138, NGC 3139, NGC 3143, NGC 3145.
Das Objekt wurde im Jahr 1886 von Francis Preserved Leavenworth entdeckt.